# Grosbliederstroff
Grosbliederstroff é uma comuna francesa na região administrativa do Grande Leste, no departamento de Mosela. Estende-se por uma área de 13.07 km², e possui 3.281 habitantes, segundo o censo de 2018, com uma densidade de 250 hab/km².